# Martin Švehla
Martin Švehla (18. února 1951) je český novinář a tiskový mluvčí.

## Životopis
V dětství působil jako příležitostný dětský herec – ztvárnil hlavní roli ve filmovém debutu Václava Vorlíčka Případ Lupínek a hrál v dalších filmech, TV inscenacích a divadelních hrách (Irkutská historie v Národním divadle v Praze).
Po absolvování VŠE nastoupil do Československé televize jako ekonomický redaktor, v roce 1978 tam založil sekci ekonomického zpravodajství Televizních novin a v roce 1988 samostatný pořad Hospodářský zápisník (který na podzim 1989 přinesl známý rozhovor s Milošem Zemanem o zaostávání Československa). Předtím také napsal pro televizní seriál Malé dějiny jedné rodiny několik dílů, které nepřímo pranýřovaly ekonomickou situaci ČSSR a těžkosti s realizací nového zákona č. 88/1988 Sb., o státním podniku.
V roce 1990 televizi opustil a stal se mluvčím Státní banky československé, kde mj. připravil komunikační strategii ke kolkování české měny a zániku československé koruny. Po zániku SBČS přešel do nástupnické České národní banky, kde byl ve funkci mluvčího až do roku 2000. Později vedl vlastní komunikační agenturu a působil například v České pojišťovně jako předseda Nadačního fondu na ochranu památek.
V roce 2003 se vrátil do České televize, kde působil na různých postech – tiskový mluvčí, obchodní ředitel, ředitel pro vnější vztahy. Manažerské funkce opustil po vzájemné kritice s redakcí publicistiky a v roce 2007 odešel do Citibank.